# Evolutionäre Fehlanpassung
Evolutionäre Fehlanpassung oder fehlerhafte bzw. fehlende Angepasstheit ist eine prinzipiell dauerhafte, evolvierte Abweichung eines biologischen Merkmals oder einer Population von Anpassungen an die Umwelt.

## Erläuterung und Geschichte
Ein fehlangepasstes Merkmal ist ein Merkmal in der Population einer Art, das für dessen Fortpflanzungserfolg (Fitness) weniger vorteilhaft ist als ein angepasstes Merkmal. Ein Merkmal kann in diesem Zusammenhang sowohl eine morphologische Besonderheit als auch eine Verhaltensweise sein. Damit ein Merkmal fehlangepasst ist, muss es erblich sein, d. h. eine genetische Basis besitzen.
Mit dem Begriff evolutionäre Anpassung wurde im frühen Verständnis der darwinistischen Evolutionstheorie häufig verbunden, dass Populationen oder Merkmale von Arten durch den akkumulierenden Mechanismus von Mutation und Selektion stets an ihre Umwelt angepasst sind bzw. anpasst sein müssen. Andernfalls würden sie in ihrer Umwelt behindert und phylogenetisch ausgesondert; nicht angepasste Arten könnten nicht überleben. Dies ist eine Missinterpretation der Lehre Darwins und der Synthetischen Evolutionstheorie. Darwin selbst hatte bereits darauf hingewiesen, dass Anpassungen von Merkmalen nicht perfekt seien. Die Hauptursache der Organisation jedes Lebewesens sei in der Vererbung zu sehen. Aus diesem Grund sei zwar jede Art als Organismen für ihren Platz in der Natur gut angepasst, viele organismische Strukturen in Lebewesen hätten jedoch keinen direkten Bezug zu ihrer Umwelt.
Mit der Entstehung der Synthetischen Evolutionstheorie Mitte des 20. Jahrhunderts entwickelte sich ein „blindes Vertrauen“, Phänotypmerkmale unkritisch als evolutionäre Anpassungen zu erklären. Beginnend in den 1960er Jahren entstand mit George C. Williams’ Buch Adaptation and Natural Selection (1966) eine anhaltende Diskussion über das Ausmaß und die Anwendbarkeit des Konzepts evolutionärer Anpassung. Williams trat dafür ein, dass Anpassung ein „spezielles und mühsames Konzept“ sei und nur verwendet werden sollte, wenn sie wirklich erforderlich sei. Von einer Funktion, die durch Anpassung entstanden sei, solle nur mit Vorsicht gesprochen werden. Biologen stellten einer Vielzahl von Beispielen mit hoher Anpassung andere Beispiele gegenüber, die zeigten, dass Organismen suboptimal angepasst sind. Allmählich setzte sich die Erkenntnis durch, dass alle Organismen, von Bakterien bis Menschen, Merkmale mit Anpassungen und solche mit Fehlanpassungen zeigen. Die Diskussion blieb jedoch lange Zeit stark fallbezogen. Erst ab den 1980er Jahren wurde verstärkt gefragt, ob und wie Fehlanpassungen im evolutionären System immanent sein können und Fehlanpassung evolvieren kann.
Einen kritischen Beitrag lieferten Stephen J. Gould und Richard Lewontin 1979, indem sie darauf hinwiesen, dass viele Merkmale vermutlich keine Anpassung besitzen. Sie seien oft lediglich „just so“ Erscheinungen, vergleichbar Spandrillen an den Decken gotischer Kathedralen. 1982 ergänzten Gould und Vrba, Merkmale könnten in früheren Zeiten ursprünglich andere Funktion gehabt haben und daher nicht für die Funktion entstanden sein, die sie heute besitzen. Beide Beiträge entfachten eine anhaltende Diskussion um evolutionäre Adaptation.
Ernst Mayr nahm kritisch Stellung zu beiden Thesen. Er konnte Darwins einschränkende Sicht auf perfekte Anpassung bestätigen. Mayr betonte, dass Anpassung stets einen aposteriorischen Charakter hat, das heißt, da sie auf dem Weg über Vererbung funktioniert, kann sie bestenfalls auf die Umwelt der jeweiligen Elterngeneration erfolgen. Ein teleologisches Potenzial für Zukunft ist nicht vorhanden. Das Ziel der Selektion ist nach Mayr und entgegen der These Williams’ immer ein vollständiges Individuum und weniger ein einzelnes Gen. Adaptation ist demnach notwendigerweise stets ein Kompromiss (tradeoff) zwischen den selektiven Vorteilen verschiedener Organe, verschiedener Geschlechter, verschiedener Abschnitte im Lebenszyklus und unterschiedlicher Umwelteinflüsse. Evolutionärer Wandel ist nach Mayr kein perfekter Optimierungsprozess. Stochastische Prozesse und andere Constraints verhindern perfekte Adaptation.
Nach der 1998 von Sober und Wilson erstmals vorgestellten Theorie der Multilevel-Selektion gibt es verschiedene Ebenen, auf denen natürliche Selektion angreifen kann. Die gängige neodarwinistische Theorie, dass nur das Individuum Objekt der Selektion ist (oder primär das Gen bei George Williams und Richard Dawkins), wird durch eine übergreifende Theorie, bei der sowohl unterhalb der Individualebene (Organe, Zellen, Gene) als auch oberhalb (Gruppe, Population) Selektionskräfte – gegebenenfalls sogar simultan – wirken können, ersetzt. Demnach existiert nach der Multilevel-Selektion eine evolutionäre Anpassung auf Individualebene definitionsgemäß nicht.
Evolutionäre Fehlanpassungen existieren aus heutiger Sicht einerseits für Populationen und Merkmale zeitlich und örtlich begrenzt auf Grund der Unvollkommenheit der Natur und ihrem permanenten Wandel. Natürliche Selektion variiert im Zeitverlauf oft auf Populationen. Darüber hinaus existiert eine Reihe von Bedingungen (s. Kap. 2), die dazu führen, dass Fehlanpassungen in der Evolution als systemisch immanent gesehen werden müssen und evolvieren. Im Jahr 2000 wurde Fehlanpassung erstmals im Kontext Teleonomie, Phylogenie, Ontogenese und Genetik betrachtet.
Fehlanpassung kann im Modell der von Sewall Wright eingeführten Fitnesslandschaften als Abweichungen von lokalen Gipfeln relativer Fitness definiert und dargestellt werden. Dabei handelt es sich um eine Form grafischer Darstellung der Fitness (Reproduktionserfolg) unterschiedlicher Genkombinationen, die sowohl ein bestimmtes phänotypisches Merkmal (z. B. Wirbeltierauge, Kiemen, Außenskelett) als auch den vollständigen Phänotyp repräsentieren können. Täler in diesen Landschaften bedeuten geringeren Reproduktionserfolg der Genkombinationen, Hügel repräsentieren günstigere Genkombinationen. Evolutionäre Fehlanpassung bedeutet in diesem Modell eine durch natürliche Selektion gesteuerte Bewegung auf einer horizontalen Höhenlinie oder bergab. Das Merkmal oder die Population bleibt unterhalb des lokalen Gipfels an seine Umwelt fehlangepasst.

## Ursachen
Ultimative Ursachen von Fehlanpassungen liegen in Betrachtungen des genetischen Systems im Verhältnis zu Veränderungen seiner Umwelt. Diese Veränderungen umfassen unter anderem Mutationen, genetische Drift, Inzucht, natürliche Selektion, Pleiotropie, Koppelungs-Ungleichgewichte („linkage disequilibrium“), Heterozygotenvorteile und Genfluss. In jüngerer Vergangenheit fand eine verstärkte Betrachtung von Koevolution und Exaptation statt. Im Rahmen der Evolutionären Entwicklungsbiologie (EvoDevo) werden Entwicklungsconstraints als Adaptationshemmnisse erforscht.

### Mutationen
Die meisten Mutationen sind neutral, sind also eventuelle Nichtanpassung vor Fehlanpassung, da ihre Auswirkungen unabhängig von adaptiver Signifikanz sind.

### Genetische Drift
Genetische Drift ist eine zufällige Veränderung der Allelfrequenz innerhalb des Genpools einer Population. Durch ein Umweltereignis (z. B. Naturkatastrophe) kann insbesondere bei kleinen und isolierten Populationen eine gegebene Anpassung verringert werden, da nach dem Ereignis schädliche Allele stochastisch anders als zuvor gestreut und fixiert werden (Gründereffekt).

### Inzucht
Inzucht-Phänotypen weisen geringere Vitalität und Widerstandsfähigkeit gegen Krankheiten auf, da die genetische Information in beiden Chromosomensätzen gleich ist und dadurch weniger unterschiedliche Allele vorhanden sind, die somit auf natürliche Selektion und Adaptation nicht in ausreichendem Umfang reagieren können.

### Natürliche Selektion
Der Phänotyp weist in der Regel eine zu geringe Genotyp-Variationsfähigkeit auf, um auf ständig wechselnde Umweltänderungen bestmöglich zu reagieren. Unterschiedlicher Selektionsdruck führt zu unterschiedlichen Graden der Anpassung oder Fehlanpassung. Somit ist der Selektionsdruck maßgeblich für Anpassung und Fehlanpassung verantwortlich.
Generell ist Selektion zwar im Gegensatz zum konventionellen Verständnis von Mutation ein gerichteter Prozess, jedoch unterliegen Individuen stets vielfältigen, unvorhersehbaren, Zufallsfaktoren, so dass ein individueller Organismus mit einem spezifischen Genotyp im Selektionsprozess nur eine größere Wahrscheinlichkeit für einen bestimmten reproduktiven Erfolg haben kann als andere Mitglieder der Population, jedoch keine Sicherheit. Der stochastische Charakter der Selektion stellt ein erhebliches Constraint für Anpassung dar; man könnte fälschlicherweise schließen, dass Anpassung zu besseren Lösungen führen sollte.

### Pleiotropie
Bei Pleiotropie wirken einzelne Gene oder Genkomplexe auf unterschiedliche Phänotypmerkmale eines Organismus'. Eine bestmögliche Anpassung aller Merkmale ist dabei nicht möglich oder sehr unwahrscheinlich. Es kommt zu einer Teilanpassung eines bestimmten Merkmals des Phänotyps, wobei andere Merkmale desselben Genkomplexes eine geringe Anpassung aufweisen können. Wenn das angepasste Merkmal für die Fitness des Organismus wichtig ist, „toleriert“ die natürliche Selektion die Fehlanpassung der weniger oder nicht adaptierten Merkmale.

### Koppelungs-Ungleichgewicht
Bei einem Koppelungs-Ungleichgewicht erscheinen zwei Allele benachbarter Genloci häufiger oder seltener als Haplotyp, als es das Produkt ihrer Allelhäufigkeiten erwarten lässt. Das Kopplungs-Ungleichgewicht kann durch Koppelungsdrift oder Selektion verursacht sein. Es führt zu einschränkenden Effekten auf den Phänotyp und damit zu Fehlanpassung.

### Heterozygotenvorteil
Heterozygotenvorteil führt bei Individuen, die an einem bestimmten Genort heterozygot (Heterozygotie) sind, zu einem größeren Fortpflanzungserfolg als bei Individuen, die für das betreffende Allelpaar homozygot (Homozygotie) sind. Ein Beispiel für Heterozygotenvorteil ist Sichelzellenanämie, eine erbliche Erkrankung der roten Blutkörperchen (Erythrozyten). Bei heterozygoten Trägern ist nur etwa ein Prozent aller Erythrozyten deformiert. In der heterozygoten, abgemilderten Form verleiht sie außerdem Malariaresistenz. In Regionen außerhalb Afrikas kommt das Sichelzellenallel praktisch nicht vor, da hier der Selektionsvorteil aufgrund der fehlenden Malaria nicht wirksam ist (Verbreitung).

### Genfluss
Der Genfluss zwischen unterschiedlich adaptierten Populationen kann zu Fehlanpassungen führen. Deren Ausmaß hängt von Migrationsraten und der Stärke der Selektion ab. Fehlanpassung kann durch Genfluss vergrößert werden, wenn Metapopulationen heterogene Flecken-Habitate bewohnen, in denen für optimale Anpassungen unterschiedliche Allele für unterschiedliche lokale Umweltbedingungen erforderlich sind. Fehlanpassung kann durch Genfluss verringert werden, wenn Metapopulationen homogene Flecken-Habitate bewohnen, in denen sie das Rohmaterial für optimale Anpassungen liefern und Fehlanpassungseffekte durch Inzucht abmildern.

### Koevolution
Koevolution bedeutet den anhaltenden, reziproken Wandel der selektiven Landschaft für die betrachteten Arten, die in einer gemeinsamen ökologischen Umwelt evolvieren. Populationen können bei solchen Umwelteinflüssen, bei denen die koevolvierende Art im ökologischen Sinn jeweils selbst ein Umweltfaktor ist, nur selten adaptive Gipfel erreichen und nicht dort verbleiben. In Modellen können Bedingungen simuliert werden, die es den betrachteten Arten prinzipiell nicht erlauben, lokale Gipfel dauerhaft zu erreichen. Koevolution erhöht die evolutionäre Komplexität. Anders als bei gewöhnlicher Adaptation an physikalische Umweltbedingungen kann Adaptation an eine andere Art reziproke genetische Antworten induzieren, da die jeweils andere Art selbst derart evolviert, dass sie die auf sie einwirkenden evolutionären Einflüsse verbessert oder verschlechtert.
Fehlanpassungen können ferner durch interagierende evolutionäre Prozesse zwischen koevolvierenden Inselpopulationen entstehen, die Biodiversität von Inselbiogeografien beeinflussen.

### Exaptations und Byproducts
Exaptation meint die einem phylogenetisch ursprünglichen Zweck entfremdete Anpassung eines Merkmals. Als ein modernes Beispiel dient die Vogelfeder, die nicht zum Fliegen, sondern ursprünglich als eine zu den Reptilienschuppen nicht homologe, eigenständige Thermoregulation evolvierte. Byproducts (Nebenprodukte) besitzen überhaupt keine adaptive Funktion, können demnach gar nicht angepasst werden, benötigen aber dennoch Selektion, um als Kooption entstehen zu können. Ein Beispiel für ein Byproduct wird der Bauchnabel gesehen, ein Byproduct der Nabelschnur und damit einer adaptierten Funktion zur Ernährung des Embryos. In der Frage der wissenschaftlichen Einschätzbarkeit eines Merkmals als Exaptation oder als Byproduct ist wiederholt darauf hingewiesen worden, dass hier ebensolche Vorsicht geboten sei, wie bei der Zuteilung von adaptiven Funktionen für Merkmale. Die Diskussion über Anpassung oder Fehlanpassung eines Merkmals setzt die Kenntnis seiner Funktion voraus.
Auf genomischer Ebene meint Exaptation die phylogenetisch einem ursprünglichen Zweck entfremdete (oft nach Duplikation) Anpassung einer funktionalen DNA-Sequenz oder gar die Anpassung einer bislang funktionslosen DNA-Sequenz. Gould und Brosius beschrieben letztere Form als genomische Masse mit Potenzial zur Exaptation.

### Entwicklungsconstraints
Entwicklungsconstraints sind definitionsgemäß ontogenetische Hindernisse, die adaptiv nicht beliebig verändert werden können. Als Beispiel werden die Lungen von Walartigen angeführt, die nicht mehr in Kiemen evolvieren können, obwohl Kiemen in einer früheren phylogenetischen Phase vorhanden waren und in der jetzigen Phase eventuell Fitnessvorteil bieten würden. Auch das Wirbeltierauge von Walartigen kann nicht mehr zu dem für die Tiefsee besser adaptierten Oktopus-Linsenauge mit auf der Netzhaut lichtabgwandten Fotorezeptoren evolvieren. Häufig werden hier an anderer Stelle genannte Ursachen (Pleiotropie, Koppelungs-Ungleichgewicht etc.) unter dem Begriff Entwicklungsconstraints angeführt.

## Kategorisierung
Es lassen sich zwei Klassen von Fehlanpassungen unterscheiden: erstens Merkmale, von denen man annehmen kann, dass sie in früheren Zeiten angepasst waren und eine fitnesssteigernde Funktion besaßen, die aber im Zeitverlauf nicht mehr oder nicht mehr so gut greift. Eine große Unterklasse von diesen sind anthropogen (Beispiele: Kap. 4.1). Eine zweite Klasse von Mechanismen sind solche, die auf genetischer, entwicklungsseitiger oder ökologischer Ebene grundsätzlich verhindern, dass eine bessere Anpassung bzw. ein höherer Fitnessgrad erreichbar ist (Kap. 2, Beispiele: Kap. 4.2). Letztere können als „echte“ Fehlanpassungen oder Fehlanpassungen im engeren Sinne bezeichnet werden. Neben diesen existieren Merkmale mit Nichtanpassung, von denen man annehmen muss, dass sie keine Fitnessfunktion besitzen und als solche weder angepasst noch fehlangepasst sein können. Ihre Entdeckung ist jedoch im Zusammenhang mit der zunehmenden Kritik an der uneingeschränkten Gültigkeit evolutionärer Anpassung und der Erforschung ihrer Grenzen zu sehen und hatte Einfluss auf das Verständnis von Fehlanpassung.

## Beispiele

### Fehlanpassungen als Veränderungen zuvor existierender Anpassungen

#### Klimawandel
In Perioden von Klimaveränderungen, etwa globaler Erwärmung oder Abkühlung, werden Arten, die zuvor klimatisch gut angepasst waren, an das neue Klima fehl-angepasst, wenn es ihnen nicht gelingt zu migrieren. Fehlanpassungen bei Klimaveränderungen mit menschlichem Eingriff können in Situationen entstehen, in denen Klimaschutz-Projekte kurzfristige Anpassungen unterstützen, jedoch versteckte Effekte beinhalten, die zu langfristiger Verwundbarkeit oder Anpassungsunfähigkeit von Arten an die Klimaveränderung führen. In der Diskussion um Fehlanpassungen durch Klimawandel wird nicht zwingend auf evolutionäre Fehlanpassung eingegangen, sondern auch auf ökologische und ökonomische Formen.

#### Antibiotikaresistenz
Mikroorganismen können Eigenschaften besitzen, die es ihnen ermöglichen, die Wirkung von antibiotisch aktiven Substanzen abzuschwächen oder ganz zu neutralisieren. Antibiotikaproduzenten wie Streptomyceten besitzen in den meisten Fällen Resistenz gegen die von ihnen selbst erzeugten Stoffe. Die Fehlanpassung besteht in der Resistenz gegen einen oder mehrere Mikroorganismen (Antibiotika), die als Abwehrmechanismen gegen schadhafte andere Mikroorganismen eingesetzt werden, aber nicht mehr funktionieren, da der Organismus ihre schadensbegrenzende Wirkung fälschlicherweise abwehrt. Zunehmende fehladaptierte Antibiotikaresistenz wird beim Menschen und in der Massentierhaltung beobachtet.

#### Fehlanpassungen durch die landwirtschaftliche Revolution
Die Umstellung des Menschen vom Jäger und Sammler zu bäuerlicher Lebensweise (Neolithische Revolution) brachte eine durch hohe Kaloriendichte bestimmte quantitative Zunahme und gleichzeitige, durch Industrieproduktion bestimmte qualitative Abnahme der Lebensmittelversorgung des Menschen mit sich. Neue epidemische Fehlanpassungskrankheiten waren die Folge des Wechsels auf die landwirtschaftliche Lebensweise. Die hier erfolgten Fehlanpassungen sind heute als solche anerkannt.

#### Metabolisches Syndrom
Unter dem Begriff metabolisches Syndrom wird eine Reihe von Herz-Kreislauf-Erkrankungen zusammengefasst. Es wird eindeutig assoziiert mit Adipositas und dieses mit Insulinresistenz, dem Vorstadium von Diabetes Typ II. Als Ursache wird mangelnde genetische Anpassungsfähigkeit an die evolutionär schnelle Änderung der menschlichen Lebensweise seit der Mitte des 20. Jahrhunderts gesehen. Als Beispiel wird die selektierte und adaptierte Vorliebe für fetthaltige Nahrung in der Vor- und Frühgeschichte des Menschen als wichtiges Fitnessmerkmal gesehen, das bei Nahrungsknappheit die Funktion hatte, zum Vorratsaufbau überlebensnotwendige Energiereserven in Form von Fettgewebe anzuregen, während dasselbe Merkmal heute in hoch entwickelten Gesellschaften im Überfluss vorhanden ist und sich tendenziell zu einer fitnessschädigenden Fehlanpassung gewandelt hat. Lieberman führt eine Liste nicht ansteckender Fehlanpassungskrankheiten an, darunter neben den angeführten Arterienverkalkung, Bluthochdruck, Morbus Crohn, hoher Cholesterinspiegel, Depression, Karies, manche Formen von Krebs, chronische Schlaflosigkeit. Sie sind alle darauf zurückzuführen, "dass unser steinzeitlicher Körper nur schlecht oder unzureichend an bestimmte moderne Verhaltensweisen angepasst ist". Liebermann spricht in diesem Zusammenhang von „Dysevolution“.
Ein inaktiver, sitzender Lebensstil hat schädliche Konsequenzen auf die menschliche Gesundheit. Eine Korrelation zwischen zu wenig körperlicher Bewegung und der Entwicklung moderner chronischer Krankheiten, hier die Degenerierung von Herz- und Skelettmuskeln und koronarer Herzkrankheit ist nachgewiesen.

#### Kurzsichtigkeit bei Kindern
Kurzsichtigkeit (Myopie) bei Kindern ist eine stark zunehmende Zivilisationskrankheit. Die Fehlanpassung wird auch in Zusammenhang mit einer Verlängerung des Augapfels in der nachgeburtlichen Augenentwicklung im Kindesalter gebracht. Der verlängerte Augapfel verkürzt den Fokuspunkt für Nahsicht auf einen Punkt vor die Netzhaut. Zur Entstehung von Kurzsichtigkeit tragen sowohl genetische Faktoren als auch Umweltfaktoren bei. Einer der größten Risikofaktoren ist mangelnder Aufenthalt im Freien während der frühen Kindheit. Dies liegt in den Auswirkungen von Tageslicht auf die Produktion und Freisetzung retinalen Dopamins begründet.

### Fehlanpassungen als nicht erreichte Anpassungen

#### Phantomschmerz beim Menschen
Phantomschmerz kann bei Individuen entstehen, die Gliedmaßen verloren haben. Das Gehirn reagiert falsch und missinterpretiert das nicht mehr vorhandene Körperteil als noch vorhanden. Die Ursache liegt in der Neuroplastizität des Gehirns, der Eigenschaft von Synapsen, Nervenzellen oder auch ganzen Hirnarealen, sich in Abhängigkeit von der Verwendung in ihren Eigenschaften anzupassen. Im Fall von Phantomschmerz ist die neuroplastische Reaktion des Gehirns jedoch eine Fehlanpassung, da das Gehirn Schmerzsignale erhält, obwohl keine Nervenbahnen und -signale von der Gliedmaße existieren. Der Mechanismus kann heute nicht fitnesssteigernd erklärt werden.

#### Fehlende väterliche Sorge bei Entenvögeln
Anatinae, ein Unterfamilie der Entenvögel, lassen väterliche Sorge vermissen, wo sie erwartet wird und Fitness-fördernd wäre. Als Grund wird eine verzögerte genetische Reaktion auf Selektion gesehen.

#### Kleine Gelege bei Meisen
Von Vögeln wird erwartet, dass die Größe des Geleges (Eierzahl) so groß ist, dass die Reproduktion von Nachkommen maximiert wird. Das ist bei beobachteten Blaumeisen und Kohlmeisen nicht der Fall. Die Beobachtung wird mit dem Genfluss zwischen verschiedenen, an lokale Habitate angepasste Populationen begründet.

#### Suboptimale Geschlechterverteilung bei Feigenwespen
Feigenwespen legen befruchtete Eier innerhalb von Feigen. Aus der Brut entstehen in bestimmten Fällen keine Weibchen. Bei einigen Arten sind Männchen nach dem Schlüpfen zudem flügellos und können die Feige nicht verlassen, um nach anderen Geschlechtspartnern zu suchen. Stattdessen konkurrieren Männchen mit ihren Brüdern um ihre Schwestern. Nach der Befruchtung sterben die Männchen. In einem solchen Fall wird erwartet, dass Mütter die Geschlechterverteilung evolutionär zugunsten mehr weiblicher Nachkommen ändern, da nur wenige Männchen für die Befruchtung benötigt werden. Wenn es zu viele Männchen gibt, führt der Wettbewerb zwischen den Männchen zu Paarungsausfällen, die Produktion dieser Männchen ist daher eine fehlangepasste Verschwendung von Ressourcen der Mütter. Eine Mutter, die mehr Ressourcen für die Produktion weiblicher Nachkommen zuteilt, hätte somit eine höhere Fitness als eine, die weniger Weibchen produziert. Als Grund für die Fehlanpassung wird geringer Selektionsdruck gesehen.

#### Fehlende Krankheitsresistenz bei Pflanzen
Populationen der Kletterpflanze Amphicarpaea bracteata weisen genetisch stark unterschiedliche Abstammungslinien in Bezug auf die Resistenz gegenüber dem Pathogen Synchytrium auf. Ein hoher Grad von Selbstbefruchtung unterbindet Rekombinationen und resultiert in hoher Korrelation zwischen der Krankheitsresistenz und anderen ökologisch wichtigen Merkmalen, darunter auch der Morphologie. Natürliche Selektion auf diese korrelierten Merkmale führt zu fehladaptierten Veränderungen der Krankheitsresistenz. Das Paarungssystem der Pflanze wird als Basis-Constraint für eine adaptive Verbesserung der Resistenz gesehen.